# Samantha Henry-Robinson
Samantha Henry-Robinson (ur. 25 września 1988 w Kingston) – jamajska lekkoatletka, sprinterka, srebrna medalistka Igrzysk Olimpijskich w Londynie.
Henry-Robinson znalazła się w składzie sztafety 4 × 100 m, która latem 2012 roku uczestniczyła w eliminacjach igrzysk olimpijskich w Londynie. Zawodniczka nie biegła w finale tej konkurencji, a jej koleżanki z reprezentacji wywalczyły srebrny medal. Srebrna medalistka IAAF World Relays 2014.

## Rekordy życiowe
- bieg na 60 metrów (hala) – 7,18 (8 lutego 2008, Nowy Jork)
- bieg na 100 metrów – 11,00 (26 kwietnia 2014, Clermont) / 10,97w (1 czerwca 2013, Montverde)
- bieg na 200 metrów – 22,77 (1 lipca 2012, Kingston)